# Escola Normal Superior de Ponta Delgada
A Escola Normal Superior de Ponta Delgada (1973—1976) foi uma instituição de ensino superior criada pelo artigo  11.º do Decreto-Lei n.º 402/73, de 11 de agosto, com o objectivo de formar os quadros docentes necessários para as escolas preparatórias dos Açores. Nomeada a comissão instaladora e adquirido um imóvel para o efeito, a actual reitoria da Universidade dos Açores, sobrevieram as reformas resultantes da Revolução de 25 de Abril de 1974 que levaram ao protelamento do seu arranque. Quando em 1976 foi criado o Instituto Universitário dos Açores, o projecto da Escola Normal Superior foi abandonado, já que os seus objectivos foram integrados no projecto mais alargado de iniciar o ensino superior universitário nos Açores.

## Objectivos e história institucional
Criadas por força da Lei n.º 5/73, de 25 de julho, que aprovou as bases a que devia obedecer a reforma do sistema educativo do Estado Novo, as escolas normais superiores eram definidas como centros de formação e aperfeiçoamento de professores para o ensino básico, em especial para o preparatório, que ministravam cursos superiores de curta duração, abrangendo os domínios humanístico, científico, artístico, pedagógico e de administração escolar, e que desenvolviam investigação educacional e apoiavam pedagogicamente os organismos de ensino e de educação permanente.
As Escolas Normais Superiores podiam ainda ministrar disciplinas básicas integradas nas licenciaturas professadas nas Universidades portuguesas e estabelecer mecanismos de colaboração com estas de forma a permitir a continuação de estudos pelos seus formandos.
A Escola Normal Superior de Ponta Delgada, como aliás a generalidade das suas congéneres, foi efémera, nunca tendo funcionado da forma como estava legalmente previsto. Ainda assim, serviu para congregar em seu torno um conjunto de vontades que em muito contribuíram para a criação do Instituto Universitário dos Açores e, através dele, da actual Universidade dos Açores. Aliás esta, como se pode entender do preâmbulo dos seus estatutos, aponta a Escola Normal Superior entre as instituições suas antecessoras.